# Droit de prise (droit féodal)
Le droit de prise est en droit féodal un droit de réquisition lors de déplacements d'un seigneur ou d'un roi, progressivement codifié pour limiter la pratique de la prise. Cette pratique consistait à déposséder leurs propriétaires au nom d'un droit régalien ou de la simple autorité des vivres et moyens de transports tels que chevaux et charrettes au profit d'une large catégorie de personnes ; le roi, la reine, mais aussi leur entourage proche ou toute une catégorie de personnes exerçant à des postes d'autorité. 
Il ne doit pas être confondu avec le droit de prise, notion de droit maritime issue du droit romain, utilisé en temps de guerre et s'appliquant aux possessions de l'ennemi. 

## Histoire
La prise est initialement pratiquée par les seigneurs de façon quelquefois totalement arbitraire, non seulement lors de déplacements ou de guerres, mais quelquefois pour leur seul profit personnel : elle donne lieu à de nombreuses doléances de la part des sujets. 
Un large panel de proches du roi ou de personnes ayant reçu une partie de son autorité la pratique aussi : « connétables, maréchaux, et autres officiers; […] maîtres de garnison, baillis, receveurs, commissaires ». À une date indéterminée, on considère que le peuple ayant apport son secours au roi, la prise doit être interdite à ces officiers, et être réservée au roi, à la reine et leurs enfants, sauf en temps de guerre.
Il existe alors quelques limitations à ce droit. En sont préservés les lieux, les métiers ou les biens bénéficiaires d'une exemption : la Bourgogne et le Comté de Paris pour les lieux, ceux qui manipulent de l'argent comme les officiers de la monnaie ou les changeurs pour les métiers, et les vivres destinés à Paris dont en premier lieu les chasse-marée. À Paris en particulier, les vivres ne peuvent être saisis, puisqu'on considère qu'ils y sont disponibles en quantité suffisante pour y être achetés.
En 1355, Jean le Bon agrandit le périmètre de restrictions : les vivres, le vin, le blé, les moyens de transport sont exclus des objets prenables ; seuls le matériel de type hôtelier (lits, tables, oreillers,…) peut être réquisitionné lors des déplacements de la suite royale, et, pour une durée limitée à un jour et contre indemnité, le roi peut aussi emprunter des voitures si besoin. Jean le Bon autorise surtout les victimes de prises illégales à se pourvoir en justice.
Le droit de prise est rétabli sous le nom de droit de réquisition tout d'abord par un décret de la Convention du 9 mars 1793, qui prévoit le cas des armes, puis par une série d'autres lois, décrets et arrêtés qui étendent progressivement ce droit, dont la limite est toutefois celle de l'utilité publique. 